# Першунарі (Гура-Вадулуй, Прахова)
Першунарі (рум. Perșunari) — село у повіті Прахова в Румунії. Входить до складу комуни Гура-Вадулуй.
Село розташоване на відстані 74 км на північ від Бухареста, 35 км на схід від Плоєшті, 130 км на захід від Галаца, 93 км на південний схід від Брашова.

## Населення
За даними перепису населення 2002 року у селі проживала 951 особа, усі — румуни. Усі жителі села рідною мовою назвали румунську.